# A Certain Sacrifice
A Certain Sacrifice (bra: Um Certo Sacrifício) é um filme norte-americano de 1985, coescrito e dirigido por Stephen Jon Lewicki e estrelado por Madonna, Jeremy Pattnosh e Charles Kurtz. Foi o primeiro filme de Madonna, filmado por volta de setembro de 1979, mas lançado só em 1985.
O filme é uma produção independente, filmado durante dois anos em Nova Iorque por apenas 20 mil dólares. Madonna terminou suas cenas no outono de 1980. Quase todo o elenco não foi pago.

## Produção
Apesar da opinião negativa de Madonna sobre ter participado deste filme, Lewicki não teve nada além de críticas positivas por ela. Uma de suas histórias mais repetidas foi como ele "descobriu" Madonna e ficou surpreso ao escrever uma carta de três páginas para uma parte que nem sequer pagava. Ele só pagou a ela 100 dólares, só porque tinha pouco aluguel. Na biografia de 1991 de Christopher Andersen, Madonna uma Biografia Não Autorizada, Lewicki declarou: "Aquela mulher tem mais sensualidade em seu ouvido do que a maioria das mulheres tem em qualquer lugar em seus corpos".
O ator Jeremy Pattnosh escreveu e cantou várias músicas no filme, incluindo: "Certain Sacrifice" e "Screamin 'Demon Lover".

## Lançamento
Em 1985, A Certain Sacrifice foi lançado em VHS para capitalizar a fama de Madonna, e em 1986, houve sessões de exibição do filme no cinemas. Madonna tentou comprar os direitos do diretor Stephen Jon Lewicki por 5,000 mil dólares. Sem sucesso, ela tentou banir o filme. Stephen Lewicki convidou-a para vê-lo; Madonna foi declaradamente infeliz com o resultado. De acordo com Lewicki, ela tinha uma expressão de horror no rosto e gritou: "Foda-se" enquanto ela saía do apartamento dele.